# Robert Bartko
Robert Bartko (født 23. december 1975 i Potsdam) er en forhenværende cykelrytter fra Tyskland. Hans foretrukne disciplin var banecykling, hvor han har vundet medaljer ved nationale, europæiske, verdens- og olympiske mesterskaber.

## Karriere
Som amatør blev Bartko tysk mester i holdforfølgelsesløb i 1994 og de følgende to år.
Bartko var professionel i flere omgange: I 1998, i 2001-2004 samt i 2009-2014.
Allerede i 1996 deltog han første gang i OL, der blev afholdt i Atlanta. Her kørte han 4.000 m holdforfølgelsesløb og blev nummer ni med det tyske hold. Fire år senere havde han sin helt store succes, da han ved OL 2000 i Sydney deltog i holdforfølgelsesløbet samt individuelt forfølgelsesløb. Bartko var verdensmester fra 1999 og var derfor blandt favoritterne i det individuelle løb sammen med landsmanden Jens Lehmann, briten Rob Hayles og hjemmebanefavoritten Bradley McGee. Det var da også netop disse fire, der kørte hurtigst i kvalifikationsrunden med Bartkos tid på 4.18,972 minutter som ny olympisk rekord. I semifinalerne besejrede Lehmann Hayles, mens Bartko vandt over McGee. I finalen førte Lehmann i begyndelsen, men omkring halvvejs tog Bartko over og vandt komfortabelt, idet han forbedrede sin olympiske rekord til 4.18,515 minutter. Lehmann fik dermed sølv, mens McGee vandt bronze. I holdløbet sad Bartko over i kvalifikationsrunden, og Tyskland, som var regerende verdensmestre fra 1999, med Guido Fulst, Jens Lehmann, Daniel Becke og Olaf Pollack klarede sig videre til kvartfinalen på en fjerdeplads, mens briterne var bedst og satte olympisk rekord. I kvartfinalen erstattede Bartko Pollack, og her forbedrede tyskerne den olympiske rekord med mere end to sekunder i sejren over Australien. I semifinalen satte Ukraine ny verdensrekord i dysten mod Storbritannien, mens tyskerne med samme hold som i semifinalen sejrede sikkert over Frankrig. Finalen blev ikke rigtig spændende, idet ukrainerne ikke kunne leve op til deres tid i semifinalen, og da Fulst, Bartko, Becke og Lehmann samtidig brød fireminutters grænsen og satte ny verdensrekord med 3.59,710 minutter, næsten fem minutter foran Ukraine, blev det til sikkert tysk guld og ukrainsk sølv, mens Storbritannien sikrede sig bronzen.
Bartko deltog ved endnu et OL, 2004 i Athen, hvor han med det tyske hold blev nummer fire i holdforfølgelsesløbet, nummer otte i det individuelle forfølgelsesløb samt nummer fire i parløb (sammen med Guido Fulst).
Bartko kørte gennem sin karriere flere seksdagesløb og vandt i alt 21 af disse; sejren ved Københavns seksdagesløb 2014 med makkeren Marcel Kalz blev hans sidste. Han vandt i alt 18 nationale titler på bane, fire VM-titler (de to nævnte i 1999 samt i individuelt forfølgelsesløb i 2005 og 2006) samt EM i parløb 2009 sammen med Roger Kluge.
På landevejen havde han kun mindre succes med enkelte etapesejre samt den samlede sejr i Rund um Berlin i 2008.

## Senere karriere
Han studerede sportsvidenskab og har siden arbejdet inden for sport på det organisatoriske plan. Han har blandt andet været vicepræsident for Landessportbundes Berlin og været direktør for det nationale tyske hurtigløbsskøjtehold.